# 洛默爾體育俱樂部
洛默爾體育俱樂部（荷蘭語：Lommel S.K.），是一家位于比利時林堡省洛默尔的足球俱乐部，目前参加比利时第二级别联赛比利時甲組聯賽B。俱乐部以强大的青训系统和专注培养年轻球员而闻名，俱乐部的历史将近一个世纪。

## 俱樂部歷史
2020年5月11日，城市足球集團官方宣佈，完成了對比利時球隊洛默爾足球俱樂部的收購。

## 外部連結
- Official website （页面存档备份，存于）